# Agnieszka Gąsienica-Daniel
Agnieszka Gąsienicz-Daniel, qui concourt ensuite sous le nom d'Agnieszka Gąsienica-Gladczan est une skieuse alpine polonaise, née le 22 décembre 1987 à Zakopane.

## Biographie
Sa sœur Maryna est aussi une skieuse alpine de haut niveau.
Après avoir commencé sa carrière dans les courses FIS en 2002, elle fait ses débuts en Coupe du monde en octobre 2004 et marque ses premiers points en novembre 2007 à Panorama en slalom géant (27e). Elle réalise son meilleur résultat en novembre 2009 en se classant 20e du slalom géant d'Aspen, après notamment avoir gagné la Coupe australo-néo-zélandaise.
Aux Jeux olympiques d'hiver de 2010, elle est présente sur les cinq épreuves alpines. Elle est 32e de la descente, 25e du super-combiné, 23e du super G, 35e du slalom et abandonne le slalom géant.
Elle participe à cinq éditions des Championnats du monde entre 2005 et 2013, signant son meilleur résultat en 2011 avec une 18e au super-combiné.
Elle a obtenu un podium en Coupe d'Europe en janvier 2009 à slalom géant de Courchevel.
Au niveau national, elle obtient cinq titres en slalom géant (2006, 2008, 2009, 2010 et 2013), un en slalom (2009), un en super-combiné (2013) et un en super G (2013).
Après avoir appris sa non-sélection pour les Jeux olympiques d'hiver de 2014, elle décide de prendre sa retraite sportive.

## Palmarès

### Jeux olympiques d'hiver
| Épreuve / Édition | Vancouver 2010 |
| Descente          | 32e            |
| Super G           | 23e            |
| Slalom géant      | Abandon        |
| Slalom            | 35e            |
| Combiné           | 25e            |

### Championnats du monde
| Épreuve / Édition | Bormio 2005 | Åre 2007 | Val d'Isère 2009 | Garmisch-Partenkirchen 2011 | Schladming 2013 |
| Super G           |             |          |                  | Abandon                     |                 |
| Slalom géant      | 31e         | 33e      | Abandon          | 29e                         |                 |
| Slalom            | Abandon     | Abandon  | 34e              | 30e                         | 36e             |
| Combiné           |             |          | 18e              | Abandon                     |                 |

### Coupe du monde
- Meilleur classement général : 116e en 2009 et 2010.
- Meilleur résultat : 20e

### Coupes continentales
- 1 podium en Coupe d'Europe.
- 3 podiums en Coupe nord-américaine.